# Мішель Майор
Мішель Майор (12 січня 1942 , Лозанна ) — швейцарський астроном, професор Женевського університету, найбільше відомий відкриттям першої екзопланети на орбіті навколо сонцеподібної зорі. Лауреат Нобелівської премії з фізики 2019 року.
Присвятив значну частину своєї наукової кар'єри вдосконаленню спектроскопів для якнайточнішого вимірювання променевих швидкостей зір. 1995 року досягнута точність вимірювань дозволила Майору і його постдоку Дідьє Кело відкрити екзопланету 51 Пегаса b, що стало підґрунтям для подальшого успішного застосування методу Доплера для пошуку екзопланет. 2019 року Мейор і Кело розділили Нобелівську премію з космологом Джеймсом Піблсом.

## Біографія
Мішель Майор народився 12 січня 1942 року в Лозанні в Швейцарії. Він вивчав фізику в Університеті Лозанни, потім астрофізику в Університеті Женеви. Він захистив дисертацію доктора філософії, присвячену спіральній структурі галактик. Ця тема підштовхнула його 1971 року до розробки нового типу астрономічного спектрографа для вимірювання швидкостей зір. Потім він перейшов до роботи в галузі зоряної кінематики.
1984 року Мішель Майор був призначений професором Женевського університету. Тоді його робота була зосереджена на статистичних властивостях подвійних зір. Потім він брав участь у пошуку все більш легких компаньйонів навколо сонцеподібних зір. Завдяки новому поколінню спектрографів, розробленому у співпраці з французькими інститутами, він намагався виміряти коливання променевої швидкості зір, спричинені впливом планет. 1995 року завдяки спектрографу ELODIE, встановленому на 1,93-метровому телескопі Обсерваторії Верхнього Провансу, Мішель Майор і його тодішній докторант Дідьє Кело виявили першу екзопланету на орбіті навколо зірки головної послідовності - 51 Пегаса b.
Від 1998 до 2004 року Мішель Майор був директором Женевської обсерваторії та представником Швейцарії в Раді Європейської південної обсерваторії.
2007 року Майор завершив свій останній рік викладання та офіційно пішов на пенсію. Він залишився почесним професором Женевського університету і продовжив працювати як дослідник у Женевській обсерваторії.
За свої відкриття в галузі екзопланет, особливо за відкриття 51 Pegasi b, Мішель Майор отримав низку нагород, в тому числі Нобелівську премію з фізики 2019 року.

## Наукові результати

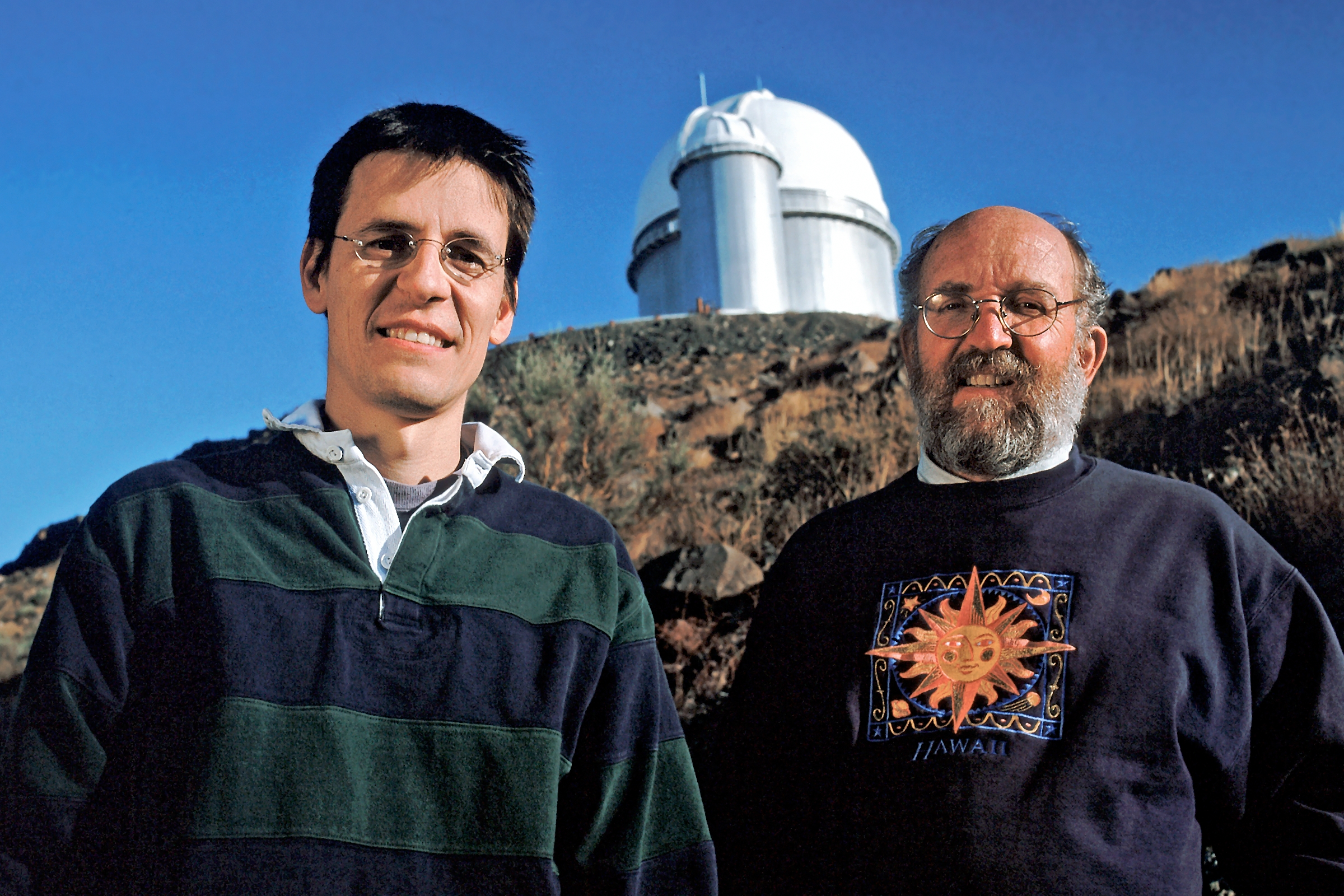
Дідьє Кело та Мішель Майор в обсерваторії Ла-Сілья (2012)

Дослідницькі інтереси Мейора включають позасонячні планети (також відомі як екзопланети), астрономічні прилади, статистичні властивості подвійних зір, динаміку кулястих скупчень, галактичну структуру та кінематику.
На початку його кар'єри в науковій спільноті існував великий інтерес до розробки фотоелектричних доплерівських спектрометрів для отримання більш точних вимірювань радіальних швидкостей зоряних об’єктів порівняно з існуючими фотографічними методами. Після попередньої роботи Роджера Гріффіна 1967 року, яка показала можливість фотоелектричних вимірювань променевих швидкостей, Майор працював з Андре Баранном з Марсельської обсерваторії над розробкою фотоелектричного спектрометра CORAVEL, здатного точно вимірювати радіальну швидкість і таким чином визначати рух зір, орбітальні періоди подвійних зір і навіть швидкість обертання зір навколо своєї осі.
Це дослідження дало багато наукових результатів, зокрема для статистичних характеристик подвійних зір сонячного типу. Разом із Антуаном Дюкеннуа 1991 року він досліджував радіальні швидкості кількох систем, які вважалися подвійними зорями. Їхні результати показали, що частина з них насправді могла бути однозоряними системами з субзоряними вторинними об’єктами. Бажаючи отримати точніші вимірювання радіальної швидкості, Майор разом з Баранном та аспірантом Дідьє Кело розробили ELODIE, новий спектрограф на основі CORAVEL. За оцінками, ELODIE мав точність 15 м/с для променевих швидкостей яскравих зір, що значно перевершувало точність 1 км/с для CORAVEL. ELODIE було розроблено з конкретною метою визначити, чи були субзоряні вторинні об’єкти коричневими карликами чи планетами-гігантами.
1994 року ELODIE вже працював у Женеві, а Мейор і Кело почали дослідження сонцеподібних систем із ймовірними субзоряними вторинними компонентами. У липні 1995 року дослідження системи 51 Пегаса підтвердило наявність екзопланети. Ця екзопланета отримала позначення 51 Пегаса b і пізніше була класифікована як гарячий Юпітер. Це була перша екзопланета, знайдена на орбіті навколо зорі головної послідовності. (Відкриті 1992 року Вольщаном і Фрейлом дві екзопланети обертались навколо пульсара PSR B1257+12.)  Відкриття екзопланети Мейором і Кело викликало великий інтерес, а розроблений ними метод відкриття екзопланет за спектроскопічним вимірюванням променевих швидкостей зір став одним з найрезультатніших способів пошуку екзопланет.
Робота Мейора була здебільшого зосереджена на вдосконаленні приладів для вимірювання радіальної швидкості для покращення виявлення екзопланет і вимірювання їхніх властивостей. Він очолював команду для подальшого вдосконалення ELODIE, щоб підвищити точність вимірювання швидкості до 1 м/с за допомогою приладу HARPS, який з 2002 року працює на 3,6-метровому телескопі ESO в обсерваторії Ла Сілла в Чилі. Команда під керівництвом Мейора використовувала HARPS для пошуку інших екзопланет. 2007 року Мейор був одним з 11 європейських вчених, які відкрили за допомогою телескопа ESO Gliese 581c, першу позасонячну планету в зоні, придатній для життя. 2009 року Мейор і його команда виявили найлегшу екзопланету, яку коли-небудь виявляли навколо зорі головної послідовності - Gliese 581e.

## Нагороди та визнання
- 1998: Премія Жуля Жансена
- 1998: Marcel Benoist Prize[en]
- 2000: Премія Бальцана
- 2001: почесний доктор Левенського католицького університету
- 2002: почесний доктор Федеральної політехнічної школи Лозанни
- 2003: іноземний член Французької академії наук
- 2004: Медаль Альберта Ейнштейна
- 2004: член Європейської академії наук
- 2004: Кавалер ордена Почесного легіону
- 2005: Премія Шао «За відкриття і визначення орбіт і маси перших планет, що обертається навколо інших зірок, революціонізує наше розуміння процесів формування планет і планетних систем.»
- 2006: почесний доктор Федерального університету Ріо-Гранде-ду-Норте[en]
- 2007: почесний доктор Уппсальського університету
- 2008: почесний доктор Паризької обсерваторії
- 2008: почесний член Лондонського королівського астрономічного товариства
- 2009: почесний доктор Брюссельського вільного університету
- 2010: медаль Карла Шварцшильда[17]
- 2010: іноземний член Національної академії наук США
- 2010: іноземний член Американської академії мистецтв і наук
- 2011: BBVA Foundation Frontiers of Knowledge Awards
- 2011: почесний доктор Університету Провансу
- 2013: Clarivate Citation Laureates
- 2015: Золота медаль Королівського астрономічного товариства«For his discoveries of planets orbiting other stars, and the development of instrumentation designed to find them.»[18]
- 2014: почесний доктор Університету Гренобль 1[en]
- 2015: Премія Кіото
- 2017: Премія Вольфа з фізики
- 2019: Нобелівська премія з фізики[19]

## Інтернет-ресурси
- Biografia [Архівовано 18 серпня 2011 у Wayback Machine.]
- Verleihung der Albert Einstein-Medaille an Michel Mayor am 10. Juni 2004 [Архівовано 18 серпня 2011 у Wayback Machine.]